# トラブル・ウィズ・ユー
『トラブル・ウィズ・ユー』（En liberté !）は2018年のフランスのコメディ映画。
監督はピエール・サルヴァドーリ、出演はアデル・エネルとピオ・マルマイなど。
無実の罪で収監されていた男と、彼を陥れた警部の未亡人が出会ったことで起きる騒動を描いている。
2018年5月に開催された第71回カンヌ国際映画祭の監督週間に出品され、第44回セザール賞では作品賞をはじめ、9部門でノミネートされたが、いずれも受賞はならなかった。
日本ではkino cinéma横浜みなとみらいで開催されたkino festivalで2020年3月24日に上映された後、2021年9月3日にDVDが発売された。

## キャスト
- イヴォンヌ・サンティ: アデル・エネル - 刑事。未亡人。
- アントワーヌ・パラン: ピオ・マルマイ - 無実の罪で収監されていた青年。
- ルイ: ダミアン・ボナール - ジャンの部下でイヴォンヌの同僚刑事。
- ジャン・サンティ: ヴァンサン・エルバズ（フランス語版） - イヴォンヌの夫で同僚の警部。殉職して今では地元の英雄。
- アニェス・パラン: オドレイ・トトゥ - アントワーヌの妻。
- テオ・サンティ: オクターヴ・ボッスエ - イヴォンヌとジャンの幼い息子。

## 作品の評価

### 映画批評家によるレビュー
アロシネによれば、フランスのメディアによる評価は平均して5点満点中4.3点である。
Rotten Tomatoesによれば、13件の評論のうち高評価は77%にあたる10件で、平均点は10点満点中6.6点となっている。

### 受賞歴
第44回セザール賞では以下の9部門でノミネートされたが、いずれも受賞はならなかった。
- 作品賞（フランス語版）
- 監督賞（フランス語版） - ピエール・サルヴァドーリ
- 主演男優賞（フランス語版） - ピオ・マルマイ
- 主演女優賞（フランス語版） - アデル・エネル
- 助演男優賞（フランス語版） - ダミアン・ボナール
- 助演女優賞（フランス語版） - オドレイ・トトゥ
- 脚本賞（フランス語版） - ピエール・サルヴァドーリ、ブノワ・グラファン（フランス語版）、バンジャマン・シャルビット
- 編集賞（フランス語版） - イザベル・ドゥヴィンク
- 作曲賞（フランス語版） - カミーユ・バズバズ（フランス語版）